# Thilo von Trotha (General)
Thilo Alexander von Trotha (* 21. Februar 1814 in Groß Germersleben; † 20. Dezember 1888 in Schkopau) war ein preußischer Generalmajor.

## Leben

### Herkunft
Thilo war ein Sohn des preußischen Rittmeisters Otto von Trotha (1778–1862) und dessen Ehefrau Wilhelmine, geborene von Boden (1785–1873). Der spätere preußische Generalleutnant Ernst von Trotha (1819–1903) war sein jüngster Bruder.

### Militärkarriere
Trotha besuchte die Kadettenhäuser in Potsdam und Berlin. Am 10. August 1831 wurde er dem 1. Garde-Ulanen-(Landwehr-)Regiment der Preußischen Armee überwiesen. Mit der Beförderung zum Sekondeleutnant folgte Mitte April 1833 seine Versetzung in das 3. Husaren-Regiment. Nach einer einjährigen Kommandierung zur Lehr-Eskadron stieg Trotha Ende Februar 1845 zum Premierleutnant auf und erhielt durch seinen Regimentschef König Ernst August I. im Juni 1847 das Ritterkreuz des Guelphen-Ordens. 1848 nahm er mit seinem Regiment während des Krieges um Schleswig-Holstein an den Kämpfen bei Schleswig, Busdorf und Düppel teil. Im Jahr darauf kam Trotha mit seinem Verband bei der Niederschlagung der Revolution in der Pfalz und in Baden zum Einsatz. Dort beteiligte er sich am Gefecht bei Ladenburg sowie der Belagerung und Einnahme von Rastatt.
Unter Beförderung zum Rittmeister wurde er Mitte November 1849 Chef der 2. Eskadron. Daran schloss sich vom 16. Mai 1857 bis zum 13. Juni 1859 eine Verwendung als Major und etatsmäßiger Stabsoffizier im 1. Husaren-Regiment (1. Leib-Husaren-Regiment) in Danzig an. Anschließend beauftragte man Trotha zunächst mit der Führung des 6. Husaren-Regiments in Neustadt in Oberschlesien und ernannte ihn am 12. Mai 1860 zum Regimentskommandeur. In dieser Stellung avancierte er bis Ende Juni 1864 zum Oberst. Trotha führte sein Regiment 1866 im Krieg gegen Österreich in der Schlacht bei Königgrätz. Außerdem fungierte er während des Feldzuges als Führer der Divisionskavallerie des VI. Armee-Korps. Für sein Verhalten erhielt Trotha die Schwerter zum Roten Adlerorden III. Klasse und wurde am 30. Oktober 1866 unter Stellung à la suite seines Regiments zum Kommandeur der neu errichteten 18. Kavallerie-Brigade in Atona ernannt. Als solcher stieg er Mitte April 1867 zum Generalmajor auf. Unter Verleihung des Roten Adlerordens II. Klasse mit Eichenlaub und Schwertern am Ringe wurde Trotha am 10. September 1868 mit der gesetzlichen Pension zur Disposition gestellt.
Trotha war Ehrenritter des Johanniterordens sowie Herr auf Schkopau und Collenbey. Er verstarb unverheiratet.